# Darja Gavrilova
Darja Aleksejevna Gavrilova (Russisch: Дарья Алексеевна Гаврилова) (Moskou, 5 maart 1994) is een tennisspeelster uit Rusland. Zij begon op zevenjarige leeftijd met tennis. Haar favoriete ondergrond is hardcourt. Zij speelt rechtshandig en heeft een tweehandige backhand.

## Nationaliteit
Nadat Gavrilova een aanvraag voor een Australisch paspoort had ingediend, kwam zij, daarop vooruitlopend, sinds het US Open 2014 alvast op de grandslamtoernooien voor Australië uit. Op de WTA-toernooien speelde zij gedurende 2015 nog steeds voor Rusland. Het Australisch paspoort werd omstreeks december 2015 verwacht. Sinds 1 januari 2016 komt zij voor Australië uit. Daarbij sloeg zij meteen een grote slag: het winnen van de Hopman Cup 2016, samen met Nick Kyrgios.
Sinds 20 december 2021 staat zij bij de WTA ingeschreven als Daria Saville. Zij is gehuwd met de Australische tennisser Luke Saville.

## Loopbaan

### Junioren
In 2009 verloor zij de meisjesfinale op Roland Garros. In 2010 won zij evenwel de meisjesenkelspeltitel op de Olympische Jeugdzomerspelen en op het US Open. Op 23 augustus 2010 werd zij nummer één op de wereldranglijst bij de junioren.

### Volwassenen
Gavrilova debuteerde in 2008 op het ITF-toernooi van Sint-Petersburg (Rusland). Zij stond in 2011 voor het eerst in een finale, op het ITF-toernooi van Moskou (Rusland) – zij verloor van de Oekraïense Ljoedmyla Kitsjenok. Drie weken later veroverde Gavrilova haar eerste titel, op het ITF-toernooi van Antalya (Turkije), door de Russin Ksenia Lykina te verslaan. Tot op heden(augustus 2022) won zij vier ITF-titels, de meest recente in februari 2015 in Launceston (Australië).
In januari 2013 wist Gavrilova via een geslaagd kwalificatietoernooi door te dringen tot de hoofdtabel van het Australian Open. Zij bereikte er de tweede ronde.
Eind 2015 werd zij verkozen tot WTA-newcomer of the year.
In 2016 bereikte zij de vierde ronde op het Australian Open. Door haar goede resultaten in 2016, waaronder een finaleplaats in Moskou, steeg zij in oktober naar plaats 24 op de wereldranglijst.
In 2017 kwam zij op het Australian Open nogmaals tot de vierde ronde. Door haar finaleplaats in Straatsburg steeg zij in juni naar de 21e plaats op de wereldranglijst. In augustus won zij haar eerste WTA-enkelspeltitel op het WTA-toernooi van New Haven – daardoor kwam zij binnen in de top 20.

### Tennis in teamverband
In de periode 2018–2021 maakte Gavrilova deel uit van het Australische Fed Cup-team – zij vergaarde daar een winst/verlies-balans van 5–7.

## Posities op deWTA-ranglijst
Positie per einde seizoen:
| jaar | rang enkelspel | rang dubbelspel |
| ---- | -------------- | --------------- |
| 2010 | 515            | –               |
| 2011 | 383            | 833             |
| 2012 | 215            | 477             |
| 2013 | 144            | 537             |
| 2014 | 233            | 398             |
| 2015 | 36             | 173             |
| 2016 | 25             | 90              |
| 2017 | 25             | 55              |
| 2018 | 38             | 118             |
| 2019 | 237            | 148             |
| 2020 | 446            | –               |
| 2021 | 419            | 564             |

## Palmares
| Legenda                 |
| ----------------------- |
| Grandslamtoernooi       |
| Olympische Spelen       |
| Year-End Championships  |
| Premier Mandatory       |
| Premier Five / WTA 1000 |
| Premier / WTA 500       |
| International / WTA 250 |
| Challenger / WTA 125    |

### WTA-finaleplaatsen enkelspel
| nr.              | finale     | toernooi        | ondergrond    | tegenstandster              | score         |         |
| ---------------- | ---------- | --------------- | ------------- | --------------------------- | ------------- | ------- |
| gewonnen finales |            |                 |               |                             |               |         |
| 1.               | 2017-08-26 | WTA New Haven   | hardcourt     | Dominika Cibulková          | 4-6, 6-3, 6-4 | details |
| verloren finales |            |                 |               |                             |               |         |
| 1.               | 2016-10-22 | WTA Moskou      | hardcourt (i) | Svetlana Koeznetsova        | 2-6, 1-6      | details |
| 2.               | 2017-05-27 | WTA Straatsburg | gravel        | Samantha Stosur             | 7-5, 4-6, 3-6 | details |
| 3.               | 2017-10-15 | WTA Hongkong    | hardcourt     | Anastasija Pavljoetsjenkova | 7-5, 3-6, 6-7 | details |
| 4.               | 2022-08-27 | WTA Granby      | hardcourt     | Darja Kasatkina             | 4-6, 4-6      | details |

### WTA-finaleplaatsen vrouwendubbelspel
| nr.              | finale     | toernooi        | ondergrond    | partner                  | tegenstandsters                            | score            |         |
| ---------------- | ---------- | --------------- | ------------- | ------------------------ | ------------------------------------------ | ---------------- | ------- |
| gewonnen finales |            |                 |               |                          |                                            |                  |         |
| 1.               | 2015-07-26 | WTA Istanbul    | hardcourt     | Elina Svitolina          | Çağla Büyükakçay Jelena Janković           | 5-7, 6-1, [10-4] | details |
| 2.               | 2019-05-25 | WTA Straatsburg | gravel        | Ellen Perez              | Duan Yingying Han Xinyun                   | 6-4, 6-3         | details |
| 3.               | 2022-05-21 | WTA Straatsburg | gravel        | Nicole Melichar-Martinez | Lucie Hradecká Sania Mirza                 | 5-7, 7-5, [10-6] | details |
| verloren finales |            |                 |               |                          |                                            |                  |         |
| 1.               | 2016-10-21 | WTA Moskou      | hardcourt (i) | Darja Kasatkina          | Andrea Hlaváčková Lucie Hradecká           | 6-4, 0-6, [7-10] | details |
| 2.               | 2017-09-23 | WTA Tokio       | hardcourt     | Darja Kasatkina          | Andreja Klepač María José Martínez Sánchez | 3-6, 2-6         | details |

### WTA-finaleplaatsen gemengd dubbelspel
| nr.              | finale     | toernooi   | ondergrond    | partner      | tegenstanders                        | score |         |
| ---------------- | ---------- | ---------- | ------------- | ------------ | ------------------------------------ | ----- | ------- |
| gewonnen finales |            |            |               |              |                                      |       |         |
| 1.               | 2016-01-09 | Hopman Cup | hardcourt (i) | Nick Kyrgios | Elina Svitolina Oleksandr Dolgopolov | 2–0   | details |

## Resultaten grote toernooien
| Legenda | Legenda                          |
| ------- | -------------------------------- |
| g.t.    | geen toernooi gehouden           |
| l.c.    | lagere categorie                 |
| –       | niet deelgenomen                 |
| G       | uitgeschakeld in de groepsfase   |
| 1R      | uitgeschakeld in de eerste ronde |
| 2R      | uitgeschakeld in de tweede ronde |
| 3R      | uitgeschakeld in de derde ronde  |
| 4R      | uitgeschakeld in de vierde ronde |
| KF      | uitgeschakeld in de kwartfinale  |
| HF      | uitgeschakeld in de halve finale |
| F       | de finale verloren               |
| W       | het toernooi gewonnen            |
| w-v     | winst/verlies-balans             |

### Enkelspel
| toernooi            | 2013 | 2014 | 2015 | 2016 | 2017 | 2018 | 2019 | 2020 | 2021 | 2022 |
| ------------------- | ---- | ---- | ---- | ---- | ---- | ---- | ---- | ---- | ---- | ---- |
| grandslamtoernooien |      |      |      |      |      |      |      |      |      |      |
| Australian Open     | 2R   | –    | 1R   | 4R   | 4R   | 2R   | 1R   | –    | 2R   | 1R   |
| Roland Garros       | –    | –    | 2R   | 1R   | 1R   | 3R   | 1R   | 2R   | –    | 3R   |
| Wimbledon           | –    | –    | 1R   | 2R   | 1R   | 3R   | 1R   | g.t. | –    | 1R   |
| US Open             | –    | –    | 1R   | 1R   | 2R   | 2R   | 1R   | –    | –    |      |
| Premier Mandatory   |      |      |      |      |      |      |      |      |      |      |
| Indian Wells        | –    | –    | 2R   | 2R   | 3R   | 3R   | 3R   |      |      |      |
| Miami               | –    | –    | 4R   | 2R   | 2R   | 3R   | 1R   |      |      |      |
| Madrid              | –    | –    | –    | KF   | 1R   | 1R   | 1R   |      |      |      |
| Peking              | –    | –    | 1R   | KF   | 3R   | 2R   |      |      |      |      |

### Vrouwendubbelspel
| toernooi        | 2015 | 2016 | 2017 | 2018 | 2019 |    | 2021 | 2022 |
| --------------- | ---- | ---- | ---- | ---- | ---- | -- | ---- | ---- |
| Australian Open | 1R   | 1R   | 1R   | 1R   | 2R   | 1R | –    |      |
| Roland Garros   | –    | 1R   | 3R   | 1R   | –    | –  | –    |      |
| Wimbledon       | 1R   | 3R   | –    | 1R   | –    | –  | 1R   |      |
| US Open         | 1R   | 2R   | 3R   | 1R   | –    | –  |      |      |

### Gemengd dubbelspel
| toernooi        | 2015 | 2016 | 2017 | 2018 |    | 2022 |
| --------------- | ---- | ---- | ---- | ---- | -- | ---- |
| Australian Open | 2R   | 1R   | 1R   | –    | 1R |      |
| Roland Garros   | –    | 1R   | –    | –    | –  |      |
| Wimbledon       | –    | –    | 1R   | 1R   | –  |      |
| US Open         | 2R   | –    | –    | –    |    |      |